# George Stubbs
George Stubbs. 25 d'agost de 1724, Liverpool - 10 de juliol de 1806, Londres. Fou un pintor i gravador anglès, conegut sobretot per les seves obres de cavalls.

## Biografia

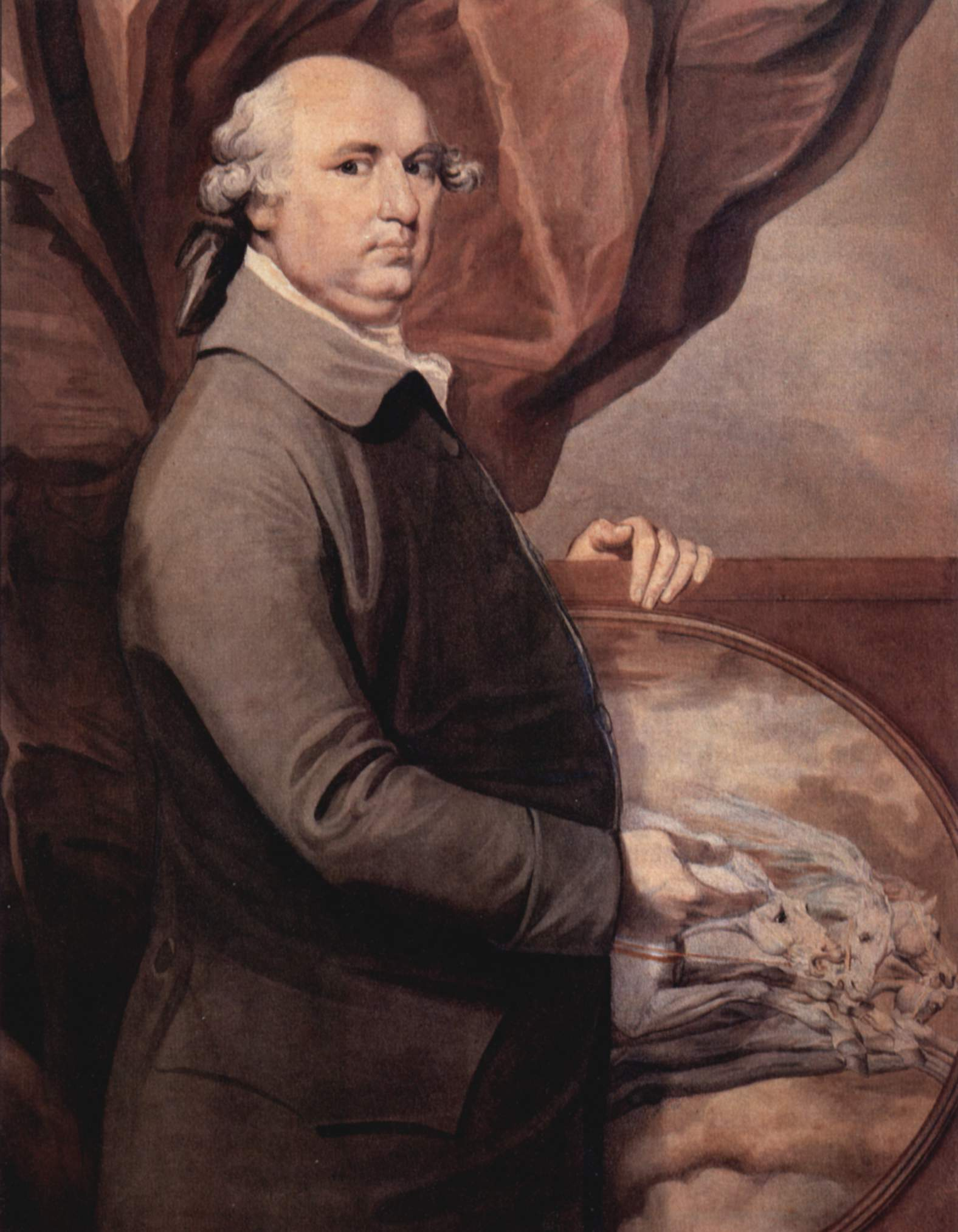
Autoretrat de George Stubbs.

La informació que es conserva sobre la seva vida és molt dispersa, i es troba sobretot en unes notes escrites a mà per un artista amic, Ozias Humphry, al final de la vida de Stubbs. Stubbs va ser durant algun temps aprenent d'un pintor i gravador de Lancashire anomenat Hamlet Winstanley, però aviat el va abandonar disgustat pel mètode, que consistia a copiar d'altres obres. Aleshores va començar un aprenentatge autodidàctic. A la dècada de 1740 va treballar com a retratista al nord d'Anglaterra i, des del 1745 a 1751 va estudiar anatomia humana a l'Hospital del Comtat de York. Mostrava passió per l'anatomia des de la seva infantesa, i un dels seus treballs més antics que es conserva és un conjunt d'il·lustracions per a un llibre de text sobre ginecologia que es va publicar el 1751.
El 1755 va visitar Itàlia. Quatre anys més tard li diria a Ozias Humphry que el seu motiu va ser "convèncer-se que la natura fou i sempre és superior a l'art grec o romà, i havent renovellat aquesta convicció, immediatament va decidir de tornar a casa". Més tard va llogar una granja a Lancashire i va passar 18 mesos disseccionant cavalls. Es va traslladar a Londres prop de 1759 i el 1766 va publicar L'anatomia del cavall. Els seus dibuixos originals es troben actualment a la col·lecció de la Royal Academy.
Abans també que es publiqués el llibre, els dibuixos de Stubbs van ser vists per mecenes de l'aristocràcia, que van reconèixer que el seu treball era més precís que els d'anteriors pintors equins com James Seymour i John Wootton. A 1759 el tercer Duc de Richmond li va encarregar tres grans pintures, el que va assegurar la seva carrera. Per a 1763 havia produït treballs per a molts més ducs i d'altres senyors, cosa que li va permetre de comprar una casa a Marylebone, una zona elegant de Londres, on va viure la resta de la seva vida.

## Obra

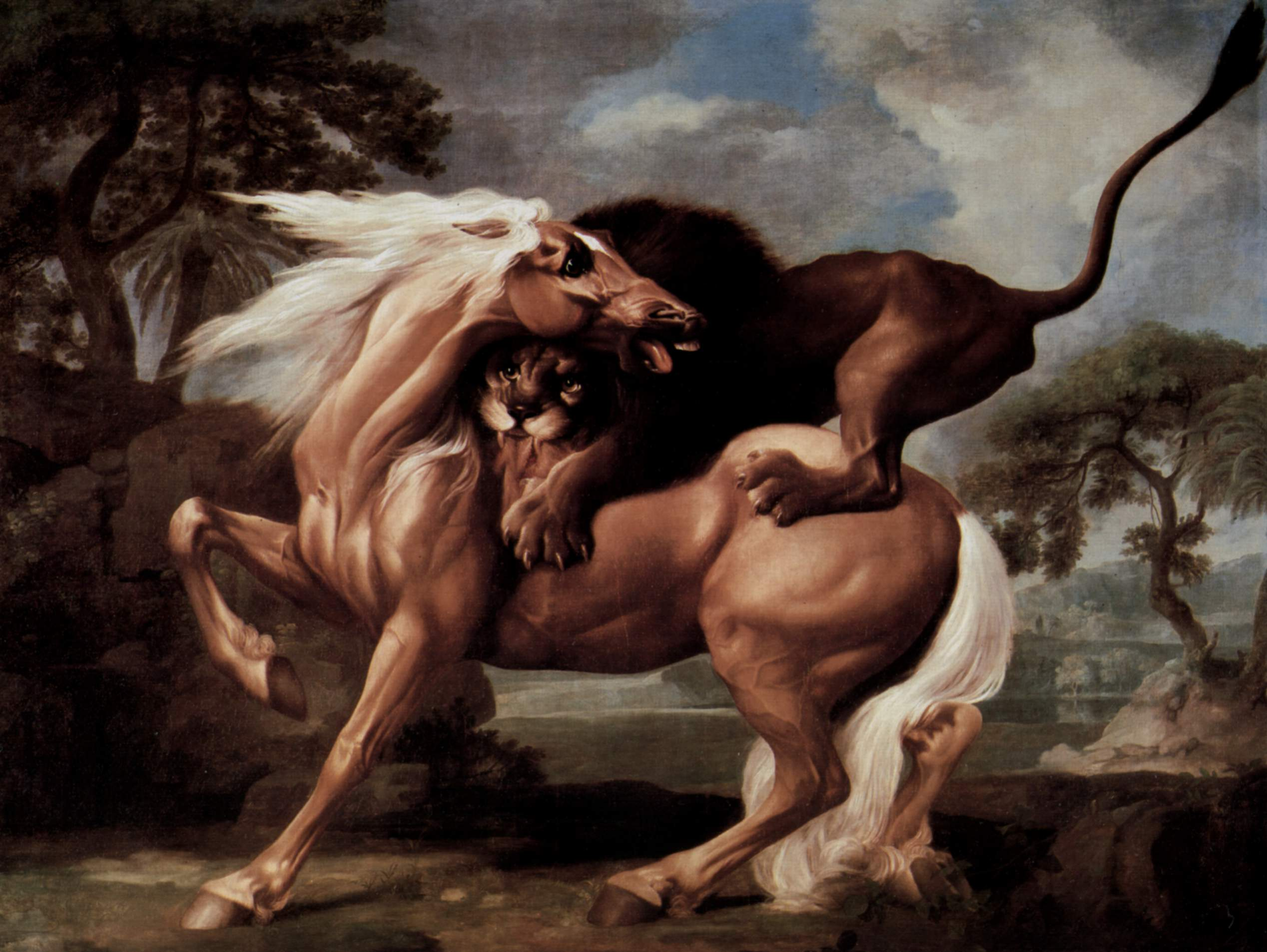
Cavall salvatge amenaçat per un lleó.

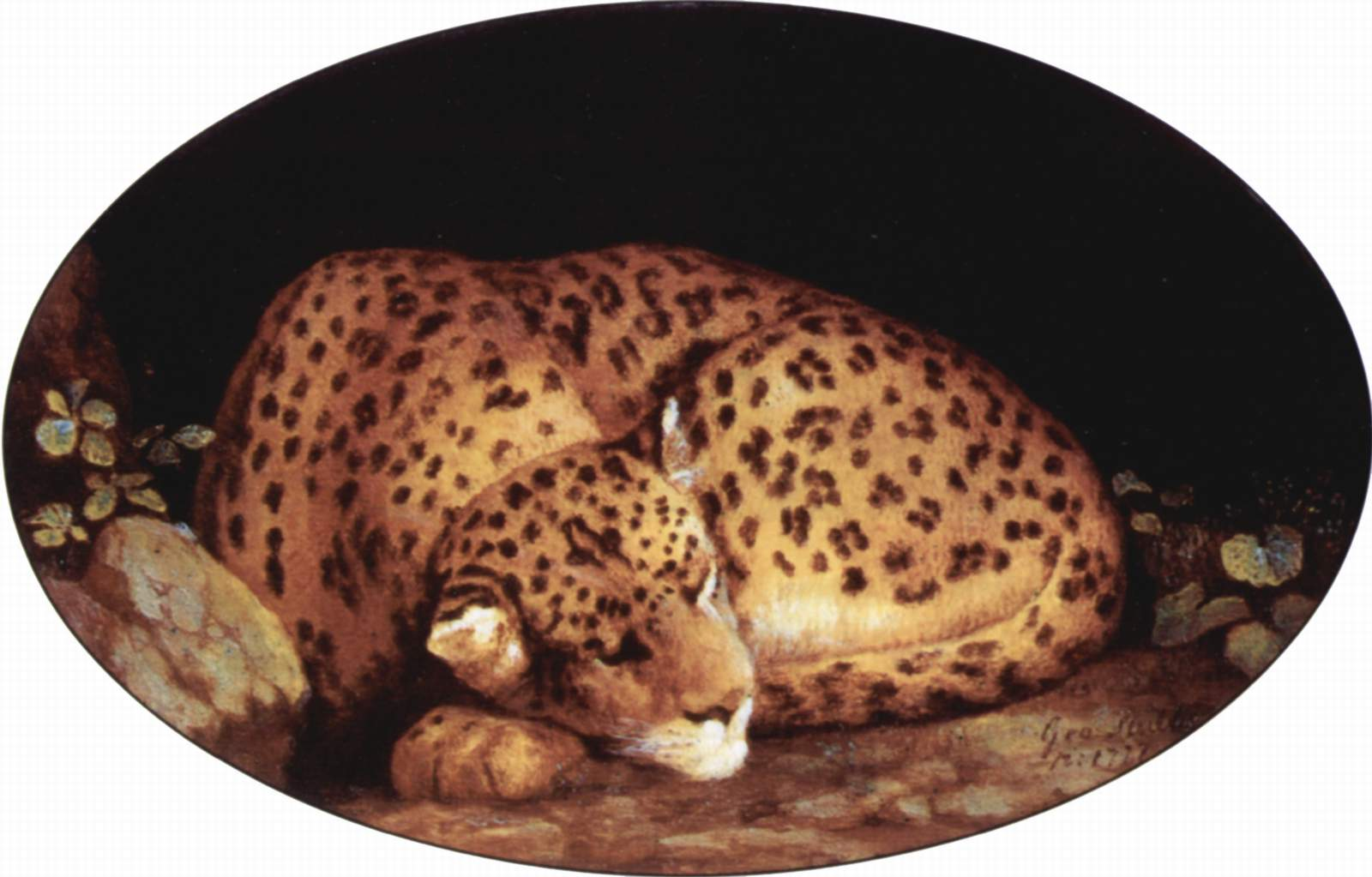
Leopard.

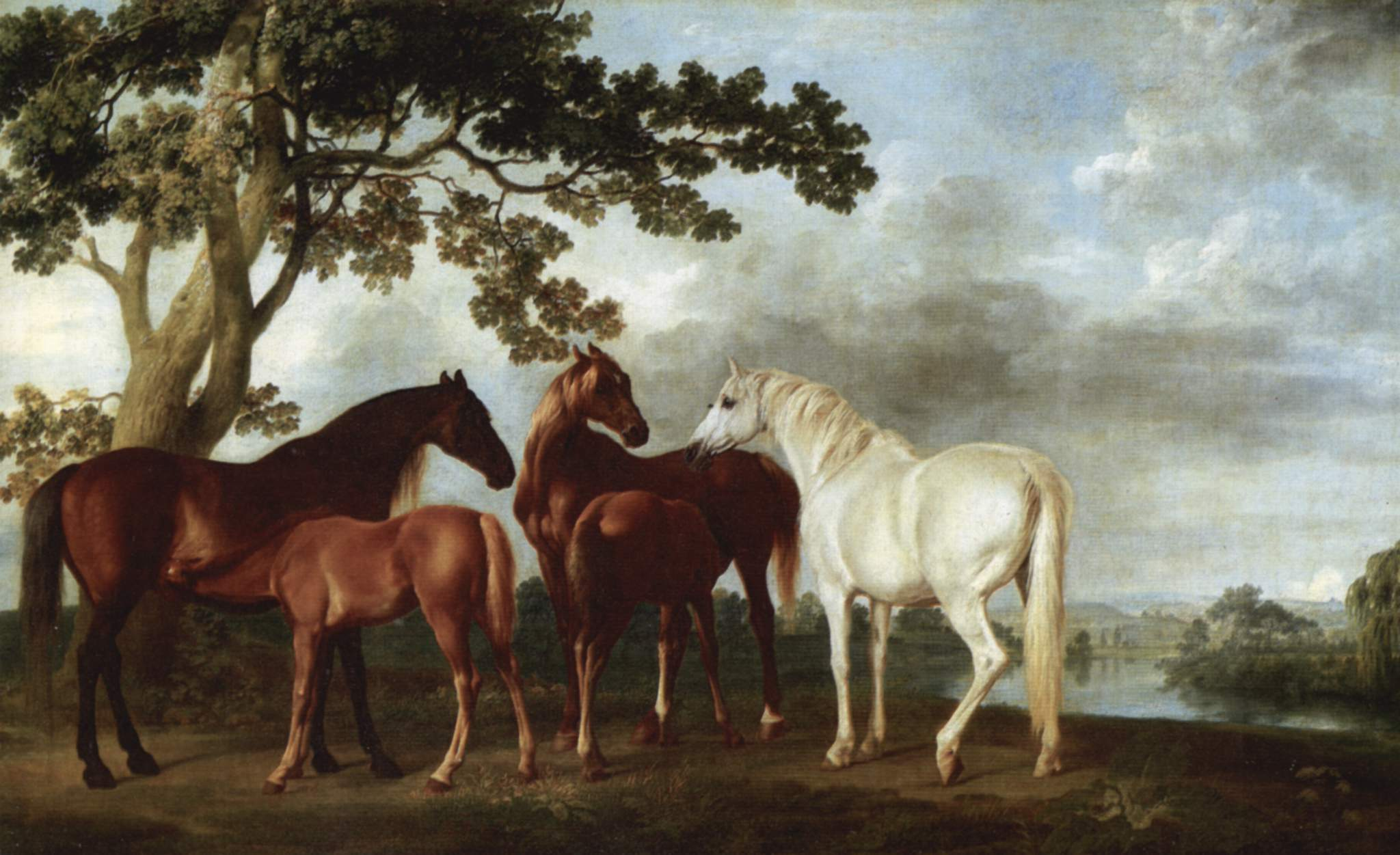
Grup de cavalls. Tate Gallery.

El seu treball més famós és probablement Whistlejacket, una pintura d'un cavall encabritat que li va encarregar el Marquès de Rockingam, que ara es troba a la National Gallery de Londres. Aquesta, juntament amb altres dues pintures, encarregades per Rockingam van trencar amb la convenció de tenir fons anodins. Durant la dècada de 1760 va produir un ampli ventall de quadres de cavalls, representats en grups o individualment, acompanyats a vegades per gossos. Sovint va pintar cavalls acompanyats dels seus mossos de quadra. Mentrestant va continuar acceptant encàrrecs de retrats de persones, entre ells, alguns de retrats de grups. Des del 1761 a 1776 va exposar a la Society of Artists, però el 1775 es va afiliar en canvi a la més prestigiosa Royal Academy.
Stubbs va pintar també d'altres animals exòtics, com ara lleons, tigres, girafes, mones i rinoceronts, que va poder observar en reserves privades. Va començar a interessar-se en el tema d'un cavall salvatge amenaçat per un lleó, i va pintar moltes variacions d'aquest tema. Aquestes i d'altres obres es van fer molt conegudes a l'època a causa dels gravats del seu treball, que van aparèixer a les dècades de 1770 i 1780.
També va realitzar pintures històriques, molt menys apreciades. Des de finals de la dècada de 1760 va produir algunes obres en esmalt. A la dècada de 1770 Josiah Wedgwood va desenvolupar un nou tipus de panel esmaltat a petició de Stubb. També a la dècada de 1770 va pintar retrats de gossos aïllats per primera vegada, el que li va procurar també nombrosos encàrrecs de senyors que volien retratar les seves caceres amb gossos. Va continuar pintant activament fins a una avançada edat. A la dècada de 1780 va pintar unes sèries pastorals anomenades Haymakers and reapers, i a la fi de la dècada de 1790 va gaudir del mecenatge de Jordi IV, que va pintar a cavall el 1791. El seu últim projecte, començat el 1795, va ser A comparative anatomical exposition of the structure of the human body with that of a tiger and a common fowl (Una exposició anatòmica comparativa de l'estructura del cos humà amb la d'un tigre i un ocell de corral), gravats que van aparèixer entre 1804 i 1806.
El fill de Stubbs, George Townly Stubbs va ser gravador i impressor.